# Любов, брехня та кровопролиття
«Любов, брехня та кровопролиття» (англ. Love Lies Bleeding) — британо-американський романтичний трилер 2024 року, знятий Роуз Гласс за сценарієм, який вона написала у співавторстві з Веронікою Тофільською. У головних ролях: Крістен Стюарт, Кеті О'Браян, Джена Мелоун, Анна Баришніков, Дейв Франко та Ед Гарріс.
Прем'єра фільму відбулася на кінофестивалі «Санденс» 20 січня 2024 року. Він також був показаний на 74-му Берлінському міжнародному кінофестивалі у спеціальній секції Берлінале.
Він вийшов у кінотеатрах США обмеженим прокатом 8 березня 2024 року та у Великій Британії 19 квітня 2024 року.

## Сюжет
У 1989 році в сільському містечку Нью-Мексико Лу, менеджерка спортзалу-відлюдника, підтримує стосунки зі своєю сестрою Бет, чоловіком Бет - Джей-Джеєм і кокетливою подругою Дейзі. Одного вечора в спортзалі до Лу приходять агенти ФБР, які шукають інформацію про батька Лу - Лу-старшого, який живе окремо, та його кримінальні зв'язки. Невдовзі Лу знайомиться з Джекі, бісексуальною бодібілдеркою, яка нещодавно приїздить в місто задля пошуку роботи. Разом з тим Джекі готується  до змагань у Лас-Вегасі, перемога в яких є її заповітною мрією. Лу пропонує Джекі стероїди, щоб покращити її прогрес у тренуваннях, і хоча бодібілдерка спочатку вагається, врешті-решт, погоджується. Після ночі кохання Джекі просить Лу пожити якийсь час у неї допоки не знайде власне помешкання. Протягом наступних тижнів вони закохуються. Джекі використовує дедалі більші дози стероїдів під час тренувань.
Джекі та Лу відвідують незручну вечерю з Джей-Джеєм та Бет, під час якої Лу погрожує Джей-Джею. Прчиною погроз стає жорстоке поводження чоловіка з Бет. У відповідь Джей-Джей розповідає, що вони з Джекі займалися сексом у першу ніч її перебування в місті в обмін на посаду офіціантки в тирі Лу-старшого. Розлючена, Лу каже Джекі, що хоче вбити Джей-Джея через його знущання над Бет, яка є єдиною причиною, чому Лу ще не поїхав з міста.
Наступного дня Бет потрапляє до лікарні через жорстоке побиття Джей-Джеєм. Біля ліжка Лу-старший обіцяє захистити Бет і розібратися з Джей-Джеєм. Не в змозі стримати свою лють через вживання стероїдів, Джекі таємно вривається в будинок Бет і Джей-Джея, де б'є чоловіка до смерті. Лу знаходить тіло Джей-Джея і, побоюючись, що Джекі заарештують, планує звинуватити у вбивстві свого батька. За допомогою Джекі Лу скидає машину з тілом Джей-Джея в яр, який виявився місцем поховання тіл різних кримінальних ворогів Лу-старшого. Вони підпалюють машину, створюючи потужний димовий шлейф, який наступного ранку успішно привертає увагу влади до місця звалища.
Наступного дня Лу повертається до місця вбивства, щоб прибрати сліди, а Джекі продовжує вживати стероїди, стаючи все більш збудженою. Після сварки Джекі покидає Лу і їде автостопом до Лас-Вегаса на змагання з бодібілдингу. Під час індивідуального тренування Джекі галюцинує, а потім нападає на іншого учасника, що призводить до її арешту.
Тим часом, озброєна інформацією про причетність Лу та Джекі до вбивства Джей-Джея, помітивши дует напередодні ввечері, коли вони їхали до яру, Дейзі шантажує Лу, вимагаючи від неї стосунків. Після того, як Дейзі перехоплює її телефонну розмову з Лу, Джекі звертається до Лу-старшого з проханням внести за неї заставу, щоб вона вийшла з в'язниці. Після цього Лу-старший змушує Джекі вбити Дейзі, єдиного свідка вбивства. Застреливши Дейзі в квартирі Лу, Джекі повертається до Лу-старшого, але виявляється непритомною. Лу-старший телефонує Лу і каже їй, що влаштував так, щоб Джекі взяла на себе вину за смерть Джей-Джея і Дейзі, але Лу, яка в минулому допомагала батькові вбивати, заявляє про свій намір співпрацювати зі слідством ФБР, якщо він підставить Джекі.
Лу-старший посилає поліцейського, який перебуває на його утриманні, щоб убити Лу, але вона перемагає його, перш ніж поїхати до будинку свого батька, щоб врятувати Джекі. У маєтку Лу-старшого Бет, яка дізналася про свою причетність до смерті Джей-Джея, викриває Лу в обличчя. Лу знаходить і звільняє Джекі, але коли вони намагаються втекти, Лу-старший стріляє Лу в ногу. Джекі, який виріс до гігантських розмірів через вживання стероїдів, притискає Лу-старшого, і Лу подумує вбити його, перш ніж вирішує залишити його для поліції.

Крістен Стюарт і режисер Роуз Гласс на 74-му Берлінському міжнародному кінофестивалі

Лу і Джекі їдуть геть. Наступного ранку Лу розуміє, що Дейзі все ще жива в кузові вантажівки, незважаючи на майже смертельну рану. Вона душить Дейзі і викидає її тіло в сусідньому полі, поки Джекі спить.

## У ролях
- Крістен Стюарт — Лу[1]
- Кеті О'Браян — Джекі
- Ед Гарріс — Лу старший
- Джена Мелоун — Бет
- Дейв Франко — Джей Джей
- Анна Баришніков — Дейзі
- Кіт Джардін — Честер